# 央视融媒体产业投资基金
央视融媒体产业投资基金是中華人民共和國首个以媒体融合为主题的国家级产业投资基金，2021年9月26日在上海成立。央视融媒体产业投资基金由中国国际电视总公司、中国电信、中国文化产业投资母基金等26家企业共同发起设立，总规模人民幣100亿元，投資5G+4K/8K+AI、文娱产业、体育产业、数字化技术等領域。